# Villanueva de la Cañada
Villanueva de la Cañada är en kommun i Spanien. Den ligger i den autonoma regionen Madrid, i den centrala delen av landet, 24 km väster om huvudstaden Madrid. Antalet invånare är 23 799 (2024).